# All I Need
All I Need – debiutancki minialbum polskiej piosenkarki Margaret, wydany 30 lipca 2013 przez wytwórnię Magic Records w dystrybucji Universal Music Polska. Album składa się z sześciu anglojęzycznych kompozycji.
Płytę promowały dwa single: „Thank You Very Much” oraz „Tell Me How Are Ya”. Minialbum dotarł do 50. miejsca na polskiej liście sprzedaży OLiS.

## Lista utworów
| Nr | Tytuł                 | Autorzy                                                                                | Czas  |
| -- | --------------------- | -------------------------------------------------------------------------------------- | ----- |
| 1. | „Thank You Very Much” | Thomas Karlsson, Joakim Buddee                                                         | 3:10  |
| 2. | „Tell Me How Are Ya”  | Thomas Karlsson, Joakim Buddee, Martin Eriksson                                        | 3:27  |
| 3. | „All I Need”          | Thomas Karlsson, Katy Rose, Joakim Buddee, Martin Eriksson                             | 3:53  |
| 4. | „Click”               | Thomas Karlsson, Joakim Buddee, Lovisa Birgersson, Martin Eriksson                     | 3:01  |
| 5. | „Get Away”            | Thomas Karlsson, Joakim Buddee, Martin Eriksson, Małgorzata Jamroży, Olga Czyżykiewicz | 3:26  |
| 6. | „I Get Along”         | Thomas Karlsson, Joakim Buddee, Martin Eriksson                                        | 3:23  |
|    |                       | Całkowita długość:                                                                     | 20:20 |

## Pozycja na liście sprzedaży
| Kraj   | Lista sprzedaży (2013)    | Najwyższa pozycja |
| ------ | ------------------------- | ----------------- |
| Polska | Oficjalna Lista Sprzedaży | 50                |